# 흘우
흘우(屹于, ?~48년)는 백제 사람으로 동부 출신이다. 백제의 건국 공신 10명 중 한 명이다.

## 생애
30년(다루왕 3년)에 말갈군을 마수산 서쪽에서 물리쳐 다루왕으로부터 말 10필과 조 500석을 받고 총애를 받기 시작했으며, 34년 음력 4월 우보가 되고, 37년 음력 2월 좌보가 되어 조정의 중심에 섰다. 그는 48년(다루왕 21) 죽을 때까지 재직하였다.